# Dioscorea gracilicaulis
Dioscorea gracilicaulis är en enhjärtbladig växtart som beskrevs av Reinhard Gustav Paul Knuth. Dioscorea gracilicaulis ingår i släktet Dioscorea och familjen Dioscoreaceae. Inga underarter finns listade i Catalogue of Life.